# Usedlost čp. 7 (Vraclávek)
Usedlost čp. 7 je na katastrálním území Vraclávek obce Hošťálkovy v okrese Bruntál. Usedlost je příkladem franckého dvorce z první poloviny 19. století. Je chráněna jako kulturní památka od roku 1958 a je zapsána do Ústředního seznamu kulturních památek ČR. Kulturní památku tvoří venkovský dům, stodola s přístavkem, ohradní zeď s brankou a bránou, sklep, děštěná kůlna a ovčín.

## Popis
Kulturní památka je uzavřená usedlost s trojstrannou zástavbou. Naproti zděné obytné budovy je rovnoběžně postavená zděná stodola. Obytná budova pokračuje hospodářskou částí se samostatnými vchody (chlévy). Dvůr je uzavřen zdí s branou a brankou pro pěší. Brána vjezdu má obloukové zaklenutí, branka segmentové. Po stranách vjezdu jsou dvojice pilastrů s římskými hlavicemi nesoucí kladí s hlavní profilovanou římsou. Ve svahu za obytným domem ve svahu je umístěn zděný sklípek se sedlovou střechou.

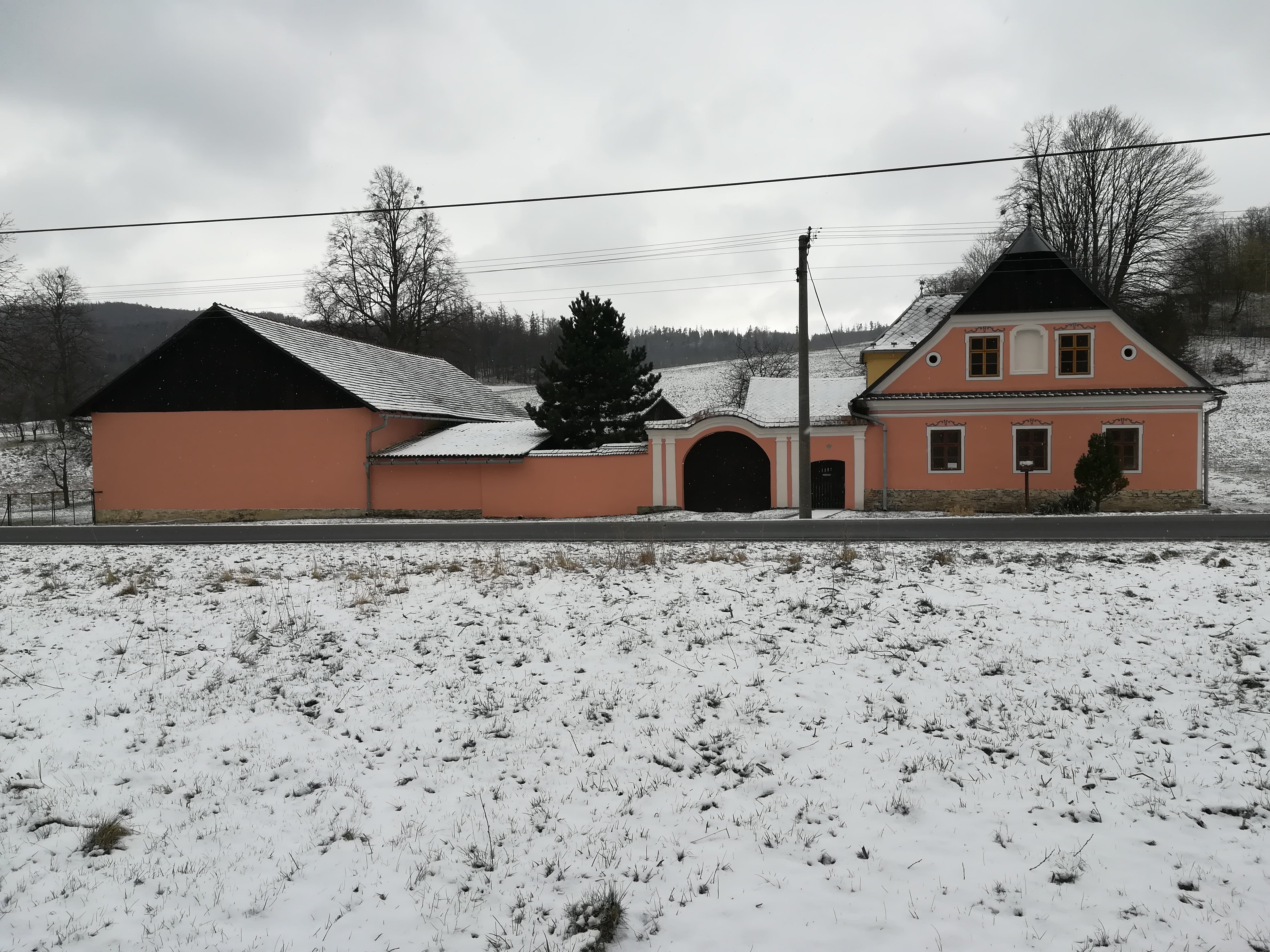

### Dům
Dům je omítaná zděná přízemní stavba postavená na půdorysu obdélníku a orientovaná štítovým průčelím k ulici. Sedlová střecha má v uličním štítu kabřinec a je krytá břidlicí. V boku střechy je vestavěna světnice s okosenými hranami, valbovou střechou a dvěma okny. Štítové průčelí je tříosé, zakončeno korunní římsou. Štít v dolní polovině je zděný se dvěma okny, mezi nimiž je nika a po stranách malé kruhové otvory. Horní část štítu je dřevěná bedněná svisle kladenými deskami. Okapová průčelí jsou hladká. Ve dvoře je hlavní chod do obytné části a vchody do chléva. Venkovní průčelí je sedmiosé. Místnosti jsou zaklenuty pruskou plackou a trámovými stropy. Dlouhá chodba je segmentově klenutá, na konci se vstupem do chléva.

### Ostatní
Stodola je omítaná zděná stavba na půdorysu obdélníku se sedlovou střechou. Je průjezdná a uzavírá jižní část dvora. Na západní straně dvora je deštěná dřevěná kůlna rámové konstrukce se sedlovou střechou. Na jihozápadní straně je dřevěný roubený ovčín se sedlovou střechou.